# 矢口明子
矢口 明子（やぐち あきこ、1966年（昭和41年）12月14日 - ）は、日本の政治家。山形県酒田市長（1期）。

## 来歴・人物
東京都出身。1990年慶應義塾大学経済学部卒業、北海道東北開発公庫入社。1991年神奈川県庁入庁。1999年ニュージーランドのビクトリア大学行政大学院修了。
酒田市に移住し、2001年に東北公益文科大学専任講師。2005年に同大学助教授。2013年に同大学教授就任。2016年酒田市副市長。副市長は2022年まで務めた。
2023年6月、8月に行われる酒田市長選挙に出馬表明し、8月の市長選挙は無投票で初当選した。山形県では初の女性市長となった。9月6日、市長に就任し、初登庁後、市職員に対する訓示で自身の後継として1月に就任した東北経済産業局出身の安川智之副市長と鈴木和仁教育長を続投させると表明した。